# HMS Imperial (D09)
Le HMS Imperial est un destroyer de classe I construit pour la Royal Navy à la fin des années 1930.
Commandé le 14 novembre 1935, l'Imperial est mis sur cale le 22 janvier 1936 aux chantiers navals Hawthorn Leslie and Company de Hebburn. Il est lancé le 11 décembre 1936 et mis en service le 30 juin 1937, sous le commandement du lieutenant commander Charles Arthur de Winton Kitcat.

## Historique
L'Impérial participa à la campagne de Norvège et, en août 1940, fut redéployé pour escorter des convois à destination de Malte. Le 28 mai 1941, lors de la bataille de Crète, il fut attaqué et gravement endommagé par des bombardiers italiens du 41 Gruppo. Déclaré irréparable, il fut sabordé par une torpille du HMS Hotspur à 55 milles marins à l’est de Kassos (35° 23′ N, 25° 40′ E).
Le navire reçut quatre honneurs de bataille pour son service militaire : « Atlantic 1939 », « Norway 1940 », « Mediterranean 1941 » et « Crete 1941 ».